# Dambo

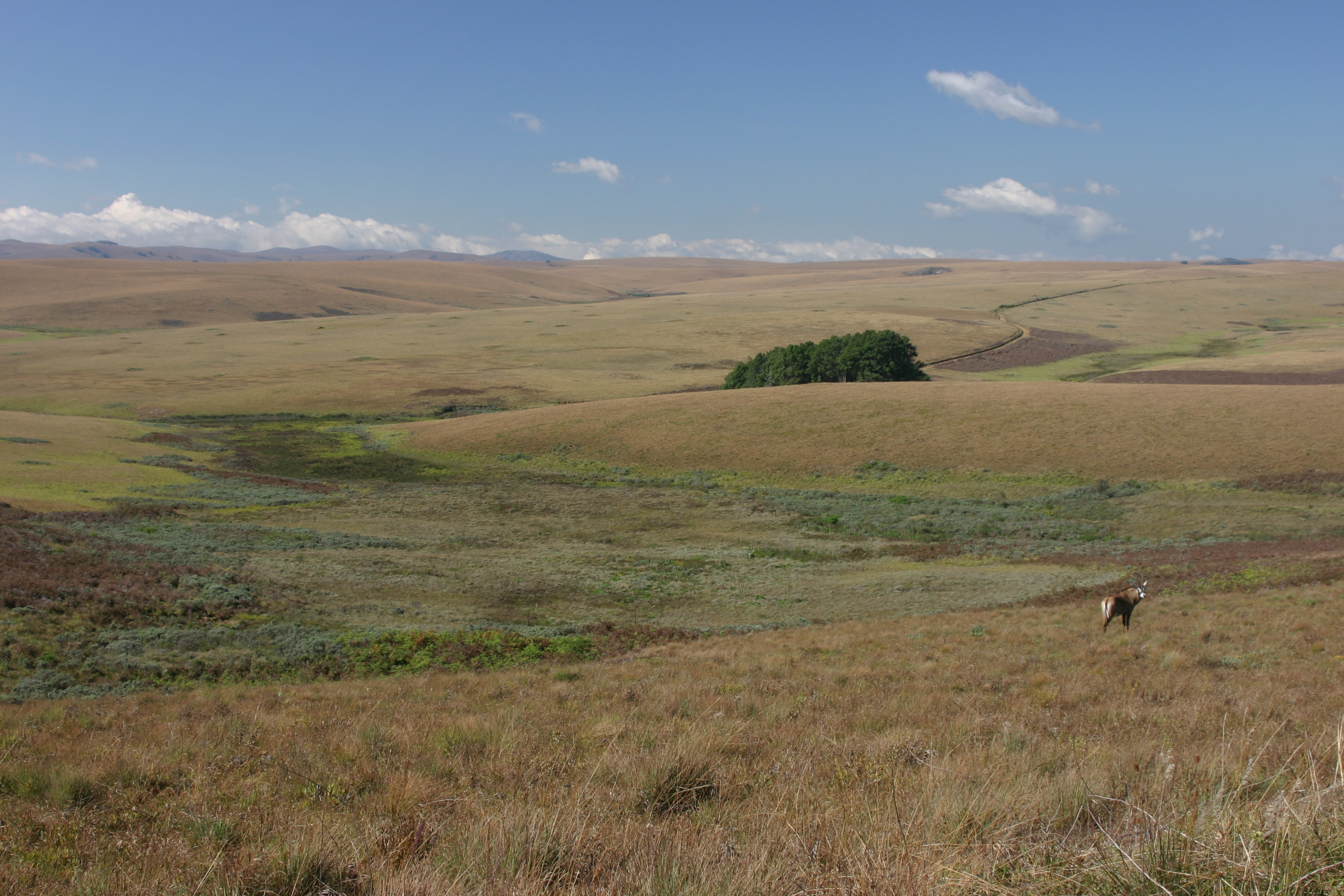
Dambo Nyika w Malawi

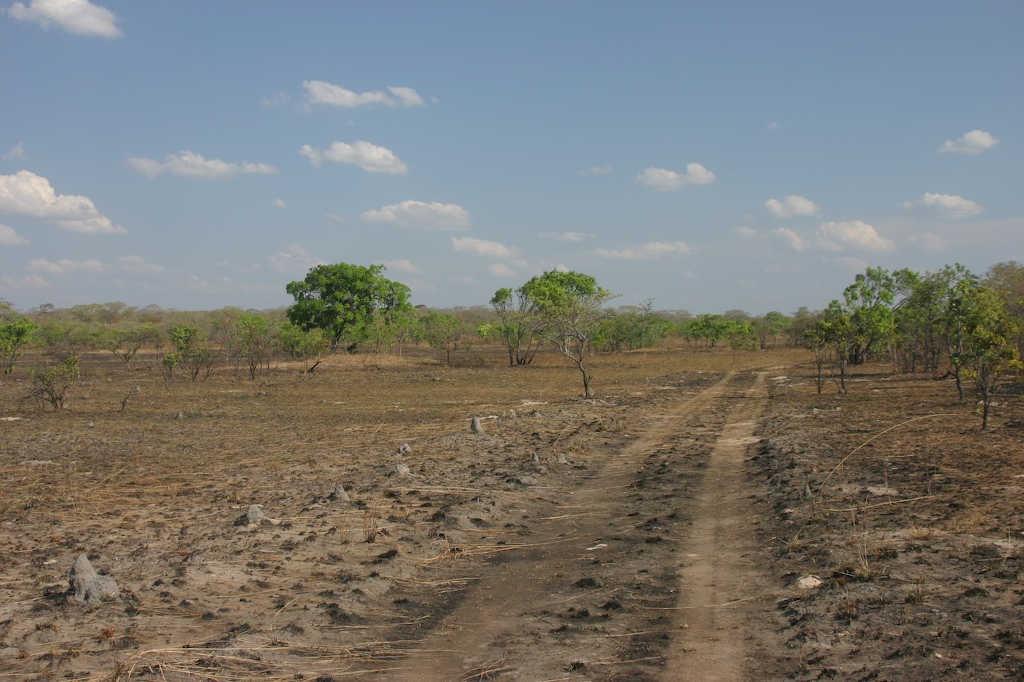
Dambo w porze suchej, w Parku Narodowym Kasungu

Dambo (l. mn. dambos) – słowo określające klasę płytko podmokłych trawiastych formacji roślinnych, używane w środkowej, południowej i zachodniej Afryce, szczególnie w Zambii i Zimbabwe. Występują głównie na, charakteryzujących się dużymi opadami, równinnych płaskowyżach, posiadających system podobnych do rzek, rozgałęzionych kanałów, które mimo że nigdzie nie są duże, są na tyle powszechne by sumarycznie zajmować bardzo dużą powierzchnię. Szacuje się, że w Zambii dambos pokrywają 12,5% powierzchni kraju. Podobnymi afrykańskimi określeniami są mbunga (częste w Afryce Wschodniej), matoro (Mashonaland w Zimbabwe), vlei (Afryka Południowa), fadama (Nigeria) oraz bolis (Sierra Leone).

## Charakterystyka
Dla dambos charakterystyczne są trawy, sity oraz ciborowate, których zbiorowiska kontrastują z otaczającymi je lasami, takimi jak miombo. Mogą one wysychać pod koniec pory suchej odsłaniając szare gleby lub czarne gliny, lecz w przeciwieństwie do łąk/sawann zalewowych (ang. flooded grassland), woda utrzymuje się w ciekach odpływowych przez cały sezon. Zalane są przez całą porę mokrą, jednak lustro wody nigdy nie przykrywa roślinności, a wody otwarte ograniczone są do rzek, strumieni i małych sadzawek lub lagun w najniższych punktach terenu, zwykle w pobliżu środka.
Nazwa dambo jest najczęściej zwyczajowo używana dla terenów podmokłych, które są źródłem strumieni i rzek. Ścisła definicja dla celów naukowych została zaproponowana przez R. Mackela jako: „sezonowo zalane, o dominującej pokrywie traw, obniżenia terenu obrzeżone ciekami odpływowymi źródeł”.

## Typologia dambos
Problemem z definicją zaproponowaną przez R. Mackela jest fakt, że słowo „dambo” bywa używane również dla terenów zalewowych okalających rzeki daleko od ich obszaru źródłowego, np.: dambo rzeki Mbereshi, gdzie wpływa ona w bagna rzeki Luapuli (9°43′30″S 28°46′00″E/-9,725000 28,766667).
W związku z tym, raport FAO z 1998 roku wprowadził rozróżnienie między hydromorficznymi lub freatycznymi dambos, związanymi z obszarami źródłowymi oraz fluwialnymi dambos, związanymi z rzekami. Wyróżniono tam również 5 typów geomorfologicznych dambos, tj.: „upland” (wyżynne), „valley” (dolinne), „hanging” (wyniesione, dosł. zawieszone), „sand dune” (wydmowe) oraz „pan” (dosł. wypłukane).